# Gresso
Gresso  är en ort i kommunen Onsernone i kantonen Ticino, Schweiz. 
Gresso var tidigare en självständig kommun, men 10 april 2016 gick Gresso och fyra andra kommuner ihop i kommunen Onsernone.